# STRONGHEARTS
#STRONGHEARTS（#ストロングハーツ）は、プロレスラーによるユニット。
2018年5月7日、CIMAがDRAGONGATEを退団し、中国上海市で設立されたOWEを中心に活動していくために結成された。またCIMAを慕うT-Hawk、エル・リンダマン、山村武寛が参加した。これまでDRAGONGATEと接点があまりなかった国内各団体に乗り込み、精力的に参戦している。

## 日本での主な活動

### 2018年
- 6月13日：WRESTLE-1後楽園ホール大会にて、NOSAWA論外の呼び込みによってCIMAら#STRONGHEARTSの面々が登場。「WRESTLE-1に刺激をぶち込んでやる」と参戦を宣言し、国内での活動を始めた。
- 6月17日：WRESTLE-1群馬・前橋大会にて提供試合 ザッカリー・ウェンツ対デズモンド・エグザビエのシングルマッチが行われた。
- 6月22日：WRESTLE-1新木場大会、頓所隼対CIMA、カズ・ハヤシ＆吉岡世起対ザッカリー・ウェンツ＆デズモンド・エグザビエ、征矢学＆近藤修司＆アンディ・ウー対T-Hawk＆エル・リンダマン＆ジンジャーは3戦全勝をおさめる。
- 9月2日：WRESTLE-1横浜文化体育館大会にて、CIMA&トアン・イーナン&ビッグマネー・クランチ&ビッグマネー・プラス対黒潮"イケメン"二郎&稲葉大樹&頓所隼&立花誠吾組によるキャプテンフォールイリミネーションマッチが行われ、CIMAが黒潮の脚を締め上げ、ギブアップ勝ち。またWRESTLE-1タッグチャンピオンシップでは、近藤修司&土肥孝司組対T-Hawk&エル・リンダマンの対決は、土肥がリンダマンがピンフォール。#STRONGHEARTSの日本タイトル奪取とはならなかった。
- 9月23日：DDTプロレスリング後楽園ホール大会にて竹下幸之介の呼び込みによって#STRONGHEARTSが登場。CIMAは「DDTのリングには熱が足らない」と宣戦布告。10.21両国大会の参戦を宣言した。また、早速2日後の参戦も決定した。
- 10月28日：DDT後楽園ホール大会にて、KO-D6人タッグ王座選手権試合が開催、CIMA＆T-Hawk＆トアン・イーナン組が、高尾蒼馬＆遠藤哲哉＆マッド・ポーリーから勝利し、CIMA組が第36代王者組となる。

### 2020年
- 1月3日：DDT後楽園大会にT-Hawkが登場。遠藤哲哉と組み竹下＆彰人組と対戦し勝利。DAMNATIONと業務提携という形で共闘することとなった[1]。
- 3月22日：遠藤＆T-Hawk＆リンダマンが、竹下＆勝俣瞬馬＆飯野雄貴からKO-D6人タッグ王座を奪取。試合後のマイクで遠藤が業務提携ユニットの愛称を#DAMNHEARTS（ダムハーツ）とすると宣言した[2]。
- OWEを含めたメンバーがそれぞれ海外移住し活動を拡大していく予定だったが、新型コロナウイルスの世界的パンデミックにより、OWEが無期限の活動休止を発表（その後、正式に解散）、国内を中心に活動となる。
- 4月1日：吉岡世紀が円満脱退。所属するWRESTLE-1が活動休止となり、フリーランスとして活動の場を広げるため。

### 2021年
- 3月12日：自主興行「ACTION MAX!」新宿FACE大会にて、CIMAを含める#STRONGHEARTSの4名がGLEAT入団を発表し、翌日入団会見を行なった。入江はGLEATには入団はしないが#STRONGHEARTSとしてフリー参戦をしている。山村はレスラー休業中に始めたＤＪ活動を本格化しGLEATのオープニングDJとして参加している。

### 2022年
- 1月4日・5日：新日本プロレス東京ドーム大会にCIMA、3月1日にはCIMA、T-Hawk、リンダマンが6人タッグに参戦した。またCIMAはNEW JAPAN CUPにもエントリーされ、準決勝では闘龍門時代の後輩にあたるオカダ・カズチカとの初シングルマッチが実現した。
- 5月15日から開幕した新日本プロレスBEST OF THE SUPER Jr.にリンダマンが参戦。4勝5敗の成績を残す。
- 12月30日：「GLEAT ver.4」で行われたG-INFINITY王座戦3WAYマッチでは王者組の田村ハヤト&チェック島谷組からの要望として、挑戦者の鬼塚&入江組が敗れた場合、鬼塚の#STRONGHEARTS追放という条件付き[3]で試合が行われ、結果、鬼塚が田村に敗れてしまったため、鬼塚の#STRONGHEARTS追放が決定した。

## メンバー
| 名前             | 遍歴                                         | 団体所属     | その他 |
| ---------------- | -------------------------------------------- | ------------ | ------ |
| CIMA             | 2018年5月7日 -                               | GLEAT        |        |
| T-Hawk           | 2018年5月7日 -                               | GLEAT        |        |
| エル・リンダマン | 2018年5月7日 -                               | GLEAT        |        |
| 山村武寛         | 2018年5月7日 -                               | GLEAT        |        |
| 入江茂弘         | 2019年6月20日 -                              | フリーランス |        |
| 吉岡世起         | 2018年11月23日 - 2020年4月1日 2024年2月2日 - | フリーランス |        |

## サポートメンバー
- ビッグマネー・プラス
- ビッグマネー・クランチ
- ヤン・ハオ
- ロジャー
- スコーピオX2
- ジュンジェ

DAMNATION
- 佐々木大輔
- 遠藤哲哉
- 高尾蒼馬
- マッド・ポーリー

## 元メンバー
- アレックス・ゼイン[5]
- トアン・イーナン
- ジンジャー
- トレイ・ミゲル
- デズモンド・エグザビエ
- ザッカリー・ウェンツ
- 鬼塚一聖 （2019年2月23日 - 2022年12月30日 追放）（ユニット無所属期間を経てやんず家加入）

## タイトル歴
- KO-D6人タッグ王座
  - 第36代:CIMA&T-Hawk&トアン・イーナン（2018年10月28日獲得、2019年1月3日陥落/防衛0回）
  - 第40代:遠藤哲哉＆T-Hawk＆エル・リンダマン（2020年3月22日獲得、2020年6月20日陥落/防衛2回）
- WRESTLE-1チャンピオンシップ
  - 第14代:T-Hawk（2019年1月5日獲得、2019年9月1日陥落/防衛2回）
- WRESTLE-1 TAG LEAGUE
  - T-Hawk&入江茂弘（2019年優勝）
- 大日本最侠タッグリーグ戦
  - 入江茂弘&岡林裕二（2019年優勝）
- WRESTLE-1 CRUISER FES 
  - 吉岡世起（2019年優勝）
- OWE無差別級王座
  - 第2代:入江茂弘（2019年11月24日獲得、2024年5月4日陥落/防衛2回）
- WRESTLE-1クルーザーディビジョンチャンピオンシップ
  - 第15代:吉岡世起（2019年12月26日獲得、2020年4月1日卒業/防衛1回）
- ZERO1インターナショナルジュニアヘビー級王座＆NWA世界ジュニアヘビー級王座
  - 第25代&第125代:エル・リンダマン（2020年11月1日獲得、2021年9月8日剥奪/防衛1回）
- 2AWタッグ王座
  - 第5代:入江茂弘&THE・アンドリュー‘‘キング‘‘拓真（2020年10月16日獲得、2021年1月31日陥落/防衛1回）
- 世界ジュニアヘビー級王座
  - 第54代:CIMA（2021年2月20日獲得、2021年6月9日陥落/防衛2回）
  - 第66代:エル・リンダマン（2023年7月2日獲得、2023年12月31日陥落/防衛4回）
- 2AW無差別級王座
  - 第5代:入江茂弘（2021年10月28日獲得、2022年3月21日陥落/防衛3回）
- GAORA TV チャンピオンシップ
  - 第20代:入江茂弘（2021年10月31日獲得、2022年6月6日陥落/防衛2回）
- アジアタッグ王座
  - 第111代:T-Hawk&エル・リンダマン（2021年9月7日獲得、2022年1月2日陥落/防衛2回）
- G-REX王座
  - 初代:エル・リンダマン（2022年2月22日獲得、2023年1月8日陥落/防衛7回）
  - 第3代:T-Hawk（2023年4月12日獲得、2023年12月30日陥落/防衛5回）
- G-INFINITY王座
  - 第4代:CIMA&カズ・ハヤシ（2024年3月13日獲得、2024年7月1日陥落/防衛4回）
- G-REXトーナメント
  - エル・リンダマン（2022年優勝）
- 50thスペシャル カーベルpresents 6人タッグトーナメント
  - 入江茂弘&T-Hawk&鬼塚一聖（2022年優勝）
- プロレス大賞 技能賞
  - エル・リンダマン（2022年）